# Manuel Moran

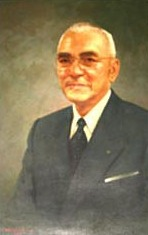
Manuel Moran

Manuel Vicente Palisoc Moran (Binalonan, 27 oktober 1893 - 23 augustus 1961) was een Filipijns rechter en ambassadeur. Moran was van 1945 tot 1951 opperrechter van het Hooggerechtshof van de Filipijnen. Nadien was hij Filipijns ambassadeur in Spanje en Vaticaanstad.

## Biografie
Manuel Moran werd geboren op 27 oktober 1893 in Binalonan in de Filipijnse provincie Pangasinan. Na het afronden van een Bachelor of Arts-opleiding aan het Liceo de Manila, studeerde hij rechten aan de Escuela de Derecho. Na afronding van zijn studie in 1913 slaagde hij tevens voor het toelatingsexamen van de Filipijnse balie.
Moran werkte enkele jaren als advocaat. In 1923 werd hij benoemd tot assistent-rechter van Iloilo en later in Pampanga. Nadien volgde benoemingen tot rechter in diverse Courts of First Instance in achtereenvolgens Cavite, Palawan, Tarlac en Manilla. Na de periode in Manilla volgde een benoeming tot rechter in het Hof van beroep. In 1945 werd hij door president Manuel Quezon benoemd tot 8e opperrechter van het Hooggerechtshof van de Filipijnen. Een positie die hij vervulde tot zijn pensionering als rechter in 1951. Hij was daarmee de eerste opperrechter van het onafhankelijke Filipijnen.
Nadien was hij de eerste Filipijnse ambassadeur in Spanje en in Vaticaanstad.
Moran overleed in 1961 op 67-jarige leeftijd aan hersenbloeding. Hij was getrouwd met Nieves Gonzales. Samen kregen ze zes kinderen.